# Кастанонас
Кастанонас или Драгари (на гръцки: Καστανώνας, катаревуса Καστανών, Кастанон, до 1927 година Δραγάρι) е село в Северозападна Гърция, дем Загори, област Епир. Селото има 44 жители (2001).

## Личности
Родени в Кастанонас
- Теофилос Атанасиадис (1889-1941), гръцки политик